# Luigi Ceci
Luigi Ceci (Alatri, 2 febbraio 1859 – Alatri, 22 giugno 1927) è stato un linguista e glottologo italiano.

## Biografia
Originario di una famiglia di modeste condizioni, suo padre Vincenzo era un tintore e sua madre Maria Minnocci casalinga, compie gli studi classici presso le Scuole Pie di Alatri e di Savona, e nel 1882 si laurea in Lettere a Firenze. 
Dopo essersi distinto nella stesura di interessanti saggi, viene chiamato a Roma dal Ministro della pubblica istruzione Guido Baccelli come suo segretario particolare. Con il Ministro collabora alla preparazione di un progetto di riforma per la scuola superiore, che tuttavia non sarà mai realizzato. Inizia quindi a peregrinare per l'Italia, insegnando latino e greco nei licei più prestigiosi, da Roma a Palermo, da Milano a Genova. 
Nel 1893 ottiene la cattedra di grammatica indo-greco-italica presso l'Università di Roma e dal 1896 di storia comparata delle lingue classiche; lì fu il fondatore nei primi decenni del Novecento, di quella che verrà chiamata la scuola linguistica romana.
Ricoprirà per due volte la carica di Preside della facoltà di Lettere (nel 1906 e dal 1910 al 1911). Tra i suoi allievi ebbe Amedeo Maiuri, futuro archeologo suo conterraneo, che così lo ricorderà: «piantato colle gambe tozze, il collo taurino, il viso aperto, la voce tonante e la risata fragorosa, sembrava esprimere l'italica rudezza della nativa Alatri». 
Nel 1914, grazie ad un altro ministro della pubblica istruzione, Luigi Credaro, è inserito nella commissione preposta alla riforma degli studi superiori, distinguendosi per la sua grande competenza, e scrivendo la Relazione generale. 
Durante gli ultimi anni di vita si dedica allo studio della lingue slave, alla stesura di una piccola Grammatica serbo-croata e a un ultimo saggio, il Latium vetus, inerente all'indagine linguistica nella lunga storia di Roma e del Lazio, rimaste però incompiute per la morte sopraggiunta in Alatri.
Ceci fu inoltre un esperto latinista: suoi sono infatti i commentari sul Lapis niger del Foro Romano, una delle più antiche iscrizioni in lingua latina.
La sua cattedra alla Sapienza fu quindi assegnata a Antonino Pagliaro che ne continuò l'insegnamento come Glottologia.

## Incarichi
- Ordinario di storia comparata delle Lingue Classiche
- Direttore della Scuola di Filologia Classica di Glottologia e di Epigrafia Italica della Regia Università di Roma

## Onorificenze
- Socio dell'Accademia dei Lincei
- Commendatore dell'Ordine dei Santi Maurizio e Lazzaro
- Grande Ufficiale dell'ordine della Corona di Italia
- Commendatore della Legion d'onore di Francia
- Assertore costante di italianità.

## Opere
- Il pronome personale senza distinzione di genere nel sanscrito, nel greco e nel latino (1886);
- Trucioli glottologici e filologici (1886);
- Il vocalismo nel dialetto di Alatri (1886);
- Le etimologie dei giureconsulti romani (1891);
- Appunti glottologici (1892);
- Tabulae Iguvinae (1892) (sulle Tavole eugubine);
- Grammatica della lingua latina (1905);
- Il ritmo delle orazioni di Cicerone (1905).
- Corso di grammatica comparata, Indo-Greco-Italiana,

raccolta di dispense Stenografate da Alcibiade Mazzerelli (senza data)